# نقفة إريترية
ناكفا أو النقفة (تجري: ናቕፋ) هي عملة إرتيريا الحالية وتقسم إلى 100 سنت. قبل العام 1997 كان يستخدم في إرتيريا البير الإثيوبي وخلال فترة الاستعمار الإيطالي كانت عملة البلاد هي الليرة الإيطالية وكانت تسمى في تلك الأيام «البير».

## العملات المعدنية
| القيمة      | تاريخ الإصدار | المعدن         | الشكل | الوجه                    | العكس       |
| ----------- | ------------- | -------------- | ----- | ------------------------ | ----------- |
| 1 سنت       | 1997          | صلب مطلي بنيكل | دائري | غزال أحمر الجبهة، القيمة | السنة وجنود |
| 5 سنت       | 1997          | صلب مطلي بنيكل | دائري | نمر، القيمة              | السنة وجنود |
| 10 سنت      | 1997          | صلب مطلي بنيكل | دائري | نعامة، القيمة            | السنة وجنود |
| 25 سنت      | 1997          | صلب مطلي بنيكل | دائري | حمار زرد غريفي، القيمة   | السنة وجنود |
| 50 سنت      | 1997          | صلب مطلي بنيكل | دائري | كود أكبر، القيمة         | السنة وجنود |
| ناكفا واحدة | 1997          | صلب مطلي بنيكل | دائري | الفيل الأفريقي، القيمة   | السنة وجنود |

## الأوراق النقدية
وجدت خمس سلاسل من الأوراق النقدية منذ إطلاق العملة. صدر الإصدار الأول بتاريخ 24/5/1997 وتكون من ناكفا واحدة، 5 ناكفا، 10 ناكفا، 20 ناكفا، 50 ناكفا، 100 ناكفا وتكون الإصدار الثاني بتاريخ 24/5/2004 وتكون من أوراق 50 و 100 ناكفا ؛ ويتكون الإصدار الثالث من أوراق 50 و 100 ناكفا فقط وهم مؤرخ ب24.5.2011 ، أما العدد الرابع فيتألف فقط من أوراق 10 و 20 نكفة وهو مؤرخ بتاريخ 24.5.2012. وسلسلة الأوراق النقدية الخامسة (الحالية) مؤرخة في 24.5.2015.
السلسلة الحالية من الأوراق النقدية هي من تصميم الأوراق النقدية الأفرو-أمريكي، كلارنس هولبرت، ومن طباعة Giesecke+Devrient ‏.
| الأوراق النقدية (سلسلة 1997 حتى الآن) | الأوراق النقدية (سلسلة 1997 حتى الآن) | الأوراق النقدية (سلسلة 1997 حتى الآن) | الأوراق النقدية (سلسلة 1997 حتى الآن) | الأوراق النقدية (سلسلة 1997 حتى الآن)            | الأوراق النقدية (سلسلة 1997 حتى الآن)                            | الأوراق النقدية (سلسلة 1997 حتى الآن) | الأوراق النقدية (سلسلة 1997 حتى الآن) | الأوراق النقدية (سلسلة 1997 حتى الآن) |
| الصورة                                | القيمة                                | الأبعاد                               | اللون الرئيسي                         | الوصف                                            | الوصف                                                            | تاريخ المسألة                         | تاريخ أول عدد                         | علامة مائية                           |
| الصورة                                | القيمة                                | الأبعاد                               | اللون الرئيسي                         | الوجه                                            | العكس                                                            | تاريخ المسألة                         | تاريخ أول عدد                         | علامة مائية                           |
| ------------------------------------- | ------------------------------------- | ------------------------------------- | ------------------------------------- | ------------------------------------------------ | ---------------------------------------------------------------- | ------------------------------------- | ------------------------------------- | ------------------------------------- |
|                                       | ناكفا واحدة                           | 140 x 70 ملم                          | بني غامق وأسود                        | صورة لثلاثة أطفال من أعراق إريتريا التسع؛ والعلم | أطفال في مدرسة                                                   | 1997 2015                             | 24 مايو 1997                          | رأس جمل                               |
|                                       | 5 ناكفا                               | 140 x 70 ملم                          | بني غامق وأسود                        | صورة ولد صغير وشاب ورجل كبير في السن؛ والعلم     | شجرة الجميز                                                      | 1997 2015                             | 24 مايو 1997                          | رأس جمل                               |
|                                       | 10 ناكفا                              | 140 x 70 ملم                          | بني غامق وأسود                        | صورة لثلاثة شابات من أعراق إريتريا التسع؛ والعلم | السكك الحديدية الإريترية                                         | 1997 2012 2015                        | 24 مايو 1997                          | رأس جمل                               |
|                                       | 20 ناكفا                              | 140 x 70 ملم                          | بني غامق وأسود                        | صورة لثلاثة شابات من أعراق إريتريا التسع؛ والعلم | ثلاثة مناظر زراعية: فلاح يحرث بالجمل، نساء يحصدن، امرأة على جرار | 1997 2012 2015                        | 24 مايو 1997                          | رأس جمل                               |
|                                       | 50 ناكفا                              | 143 x 71 ملم                          | بني وأحمر على أصفر شاحب               | صورة لثلاثة شابات من أعراق إريتريا التسع؛ والعلم | سفن شحن بميناء مصوع                                              | 1997 2004 2011 2015                   | 24 مايو 1997                          | رأس جمل                               |
|                                       | 100 ناكفا                             | 147 x 72 ملم                          | أزرق وأسود على أصفر شاحب              | صورة لثلاثة شابات من أعراق إريتريا التسع؛ والعلم | مزارعون يحرثون باستخدام الثيران                                  | 1997 2004 2011                        | 24 مايو 1997                          | رأس جمل                               |